# Mk.I巡航坦克
Mk.I巡洋坦克，英國總參謀部代號A9，是一款英國研發于戰間期的巡洋坦克。它是英國的第一款巡洋坦克。巡洋坦克是一種快速的坦克，設計用於繞過敵方主力，并摸清敵方的通訊線路、對付敵方的坦克。同期的Mk.II巡洋坦克是一種Mk.I巡洋坦克的改版，只不過裝甲更厚重罷了。

## 設計和研發
在1936年，英國陸軍部把坦克分為了兩類：一種是擁有厚重裝甲，被用於在戰爭中與敵方步兵近距離交手的步兵坦克，和能夠快速移動，並在敵人的大後方發動突襲的巡洋坦克。
1934年，在A6、Mk.III中型坦克因成本問題都未能入役之後，英國軍方要求維克斯公司的約翰·卡登爵士被要求設計一款用於取代現有坦克的“相當便宜的坦克”。這種坦克的試驗車於1936年完成，並被命名為A9E1。
它整合了Mk.III輕型坦克的一些優點，並由一台汽油機供給動力。但是，因為當時還處在大蕭條時期，所以這款坦克還使用了很多節約製造成本的方法。它還是英國第一款有真正的固定炮塔的坦克，並且能使用動力轉動。這一系統是由纳什＆汤普森公司設計，并與正在研發的惠靈頓重型轟炸機上的相似。它的裝甲最大為14mm，而且不少部份是垂直的，還有許多用於射擊的孔。但是，它能達到25 mph（40 km/h）的速度，並且能夠安裝新式的高初速度的QF2磅炮。
它的駕駛室和戰鬥室連為一體。它的旋轉炮塔上安裝了一門QF2磅炮和一把同軸維克斯機槍。在駕駛室的兩邊還各有一個小炮塔，各安裝一挺機槍。並且這兩個小炮塔長期有人駐守，也因此，這種戰車有6名乘員。(車長，炮手，裝填手，駕駛員，2名機槍手)
儘管在某些方面有缺陷，但A9E1與其他幾款設計比較後，在1937年它還是被作為在擁有克利斯蒂懸掛的巡洋坦克交付之前使用的過渡坦克。并被訂購了125輛。哈蘭德與沃爾夫公司生產了75輛，另外50輛由維克斯公司生產。最開始它使用勞斯萊斯的汽車發動機，但是因為動力不足，後來被更換為AEC的巴士發動機。
之後的瓦倫丁步兵坦克實際上和A9E1採用了同樣的底盤和懸掛，只不過裝甲來得厚實罷了。
Mk.I巡洋坦克重量為12頓。長達5.8米，寬達2.5米，高達2.65米，在公路上速度能達到25 mph（40 km/h），越野時則為15 mph（24 km/h）.最大行程為150英里。2磅炮載彈量為100發，維克斯機槍載彈量一共3000發。

## 服役

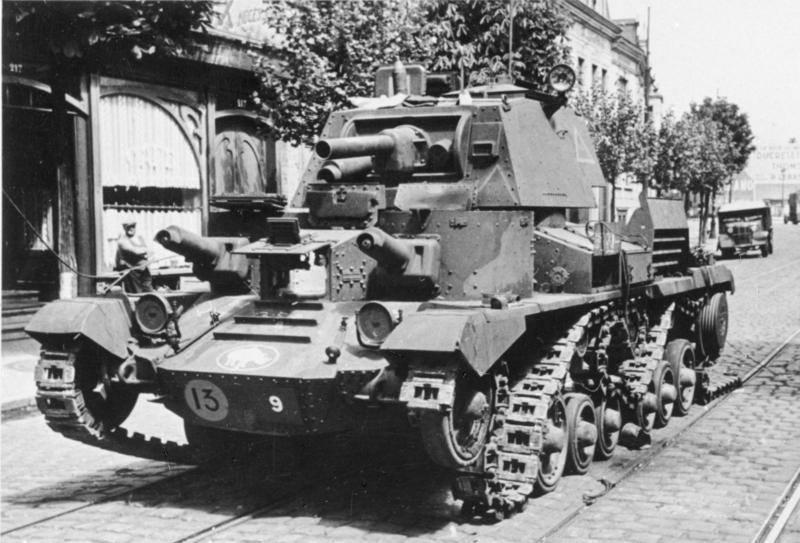
一輛因被毀而被遺棄的Mk.I CS巡洋坦克，攝於1940年

Mk.I巡洋坦克從1939年1月開始交付使用。
巡洋坦克在法國，希臘和早期的北非戰役中均為十分強力的坦克。它的2磅炮能夠輕鬆的對付義大利的早期型坦克，並且對付隆美爾的二號坦克和三號坦克早期型也並不吃力。它的2磅炮能夠擊穿後期遇到的諸如三號坦克D型和四號坦克D型這些對手的20-30mm的防護鋼板。這種型號在1941年春，德軍把擁有更厚實裝甲的四號坦克E型送往北非之前都十分強力。但是，因為薄弱的裝甲，它經常被反坦克武器輕鬆地擊毀。同時，2磅炮沒有配給足夠的高爆彈也是一個問題，這甚至比95mm火炮缺乏穿甲彈還要糟糕。另外一個問題是安裝前炮塔使得裝甲更加脆弱（前炮塔處的裝甲是垂直的，而其他部份的裝甲有一定角度）。
機械結構不可靠也是一個缺點。尤其是履帶常常出問題。

## 型號

### Mk.I(A9)
在1940年的法國戰役中被英國第一裝甲師使用。被第二和第七裝甲師使用到了1941年。 

### Mark I CS
擁有一門3.7英寸火炮。備彈量40發，大部份是煙霧彈。

## 參看
- 巡洋坦克

- 英國坦克列表

## 腳註/來源
1. ↑  .   [2013-11-24]. （原始内容存档于2016-03-03）.
2. ↑  Rickard, J (22 February 2012). .   [2014-07-27]. （原始内容存档于2020-02-17）.